# Cretalamna
Cretalamna é um gênero de tubarão otodontídeo extinto que viveu do Cretáceo Superior ao Eoceno (aproximadamente 103 a 46 milhões de anos atrás). É tido por muitos como o antepassado dos maiores tubarões que já existiram, Carcharocles angustidens e Carcharocles megalodon.
Cretalamna foi descrita pela primeira vez pelo naturalista suíço Louis Agassiz usando cinco dentes previamente identificados como o cão comum e coletados pelo paleontólogo inglês Gideon Mantell no Southerham Gray Pit perto de Lewes, East Sussex. Em sua publicação de 1835, Rapport sur les poissons fossiles découverts en Angleterre, ele os identificou como uma nova espécie de tubarão sob o táxon Lamna appendiculata.